# Нежданово (Костромская область)
Нежданово — деревня в составе Одоевского сельского поселения Шарьинского района Костромской области России.

## География
Расположена на берегу ручья Неждановский.

## История
Согласно Спискам населенных мест Российской империи в 1872 году деревня относилась к 2 стану Ветлужского уезда Костромской губернии. В ней числилось 26 дворов, проживало 53 мужчины и 62 женщины.
Согласно переписи населения 1897 года в деревне проживало 133 человека (50 мужчин и 83 женщины).
Согласно Списку населенных мест Костромской губернии в 1907 году деревня относилась к Одоевско-Спиринской волости Ветлужского уезда Костромской губернии. По сведениям волостного правления за 1907 год в деревне числилось 35 крестьянских дворов и 185 жителей. Основным занятием жителей деревни был лесной промысел.

## Население
| 2008 | 2010 | 2014 |
| ---- | ---- | ---- |
| 31   | ↘24  | ↗29  |